# 卡捷琳娜·比洛庫爾
卡捷琳娜·瓦西里芙娜·比洛庫爾（羅馬化：Kateryna Vasylivna Bilokur；1900年12月7日—1961年6月9日；又譯凯特琳娜·比洛克），乌克兰民間藝術家。出生日期不详，但12月7日被認為她的官方生日。在经历了一段默默無名的日子後，她的作品1930年代末和1940年代，因人們對自然的兴趣而闻名。凱特琳娜獲任为乌克兰人民艺术家。

## 生平
凯特琳娜生於波赫丹尼夫卡。6、7歲時學會讀書，但因家中經濟而失學。自幼便在家中以舊抹布等材料創作。家境貧困和缺乏正規教育，凯特琳娜一直沒有機會接受專業培訓。
1940年，凯特琳娜的畫作被偶然發現，從此開始獲得認可和讚譽。作品風格獨特，以細膩的筆觸描繪大自然中豐富多彩的鮮花和植物。1949年，她成為烏克蘭藝術家聯盟的成員，並多次在國內外展覽中展出作品，贏得了包括畢卡索在內的許多藝術家的高度讚賞。
1961年，凯特琳娜在手術中不幸去世，留下了大量優秀的自然寫生畫作，展現烏克蘭鄉村風情和自然之美。

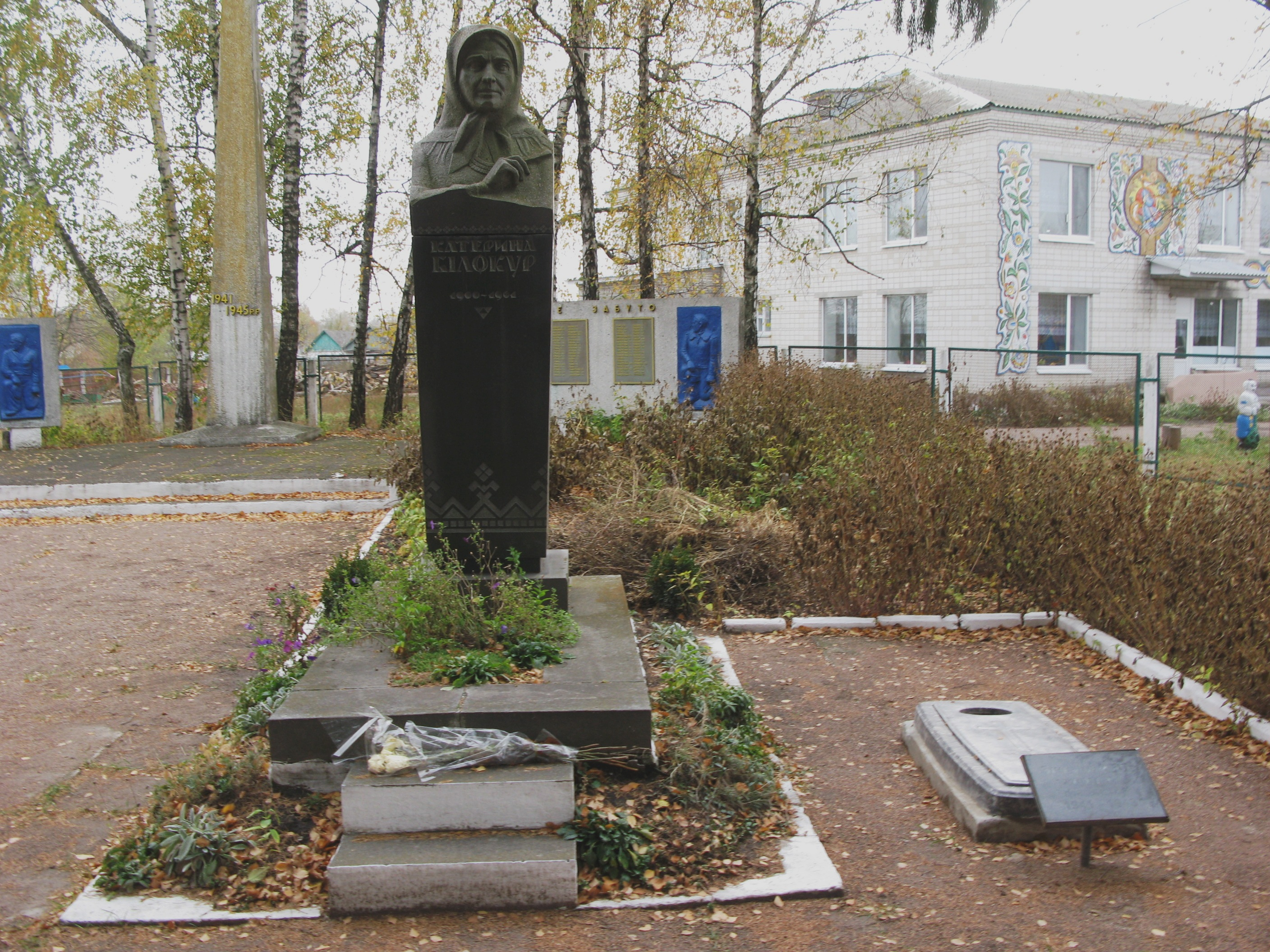
波赫丹尼夫卡的比洛庫爾墓

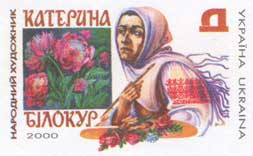
2000年的烏克蘭郵政發行印有比洛庫爾肖像的邮票

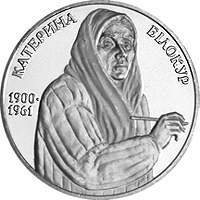
紀念幣